# Мадур Џафри
Мадур Џафри (13. август 1933) је индијска глумица, тв лице и списатељица. Позната је по томе што је индијску кухињу довела до западне хемисфере својом дебитантском куварском књигом, Позив на индијско кување (1973), која је објављена у Кући славних Фондације Џејмс Бирд 2006. године. Написала је преко десетак куварских књига и појавила се на неколико повезаних телевизијских програма, од којих је најистакнутија била Индијска кухиња, која је премијерно изведена у Великој Британији 1982. године.  Она је консултанткиња за храну у Давату, једним од најбољих индијских ресторана у Њујорку.
Играла је једну од главних улога у делима стваралаца Џејмса Ајворија и Исмаила Мерчанта, а глумила је и у неколико њихових филмова, попут Господин Шекспир (1965), за који је освојила награду Сребрни медвед за најбољу глумицу на 15. берлинском Међународном филмском фестивалу. Појављивала се у драмама на радију, позорници и телевизији.
Године 2004. проглашена је сврстана међу Редове Британског царства у знак признања за своје услуге културним односима између Уједињеног Краљевства, Индије и Сједињених Држава, захваљујући својим достигнућима у филму, телевизији и куварству.
Њен мемоар из детињства Индије током последњих година британске колоније, Climbing the Mango Trees, објављен је 2006. године.

## Детињство и младост
Мадур је рођена у Делхију. Она је пето од шесторо деце Лала Рај Банас Бахадура (1899–1974) и његове супруге, Кашмиран Рани (1903–1971).
Када је Мадур имала око две године, њен отац је прихватио посао у Канпуру као менаџер тамошње фабрике. У Канпуру је Мадур похађала школу манастира Свете Марије заједно са старијим сестрама, Лалит и Камал.] Породица је живела у Канпуру осам година док се здравље њеног деда није проузроковало пресељење 1944. године у Делхи.
У Делхију је Мадур похађала Вишу средњу школу краљице Марије где ју је учитељица историје подстакла да учествује у школским представама. Мадур је играла улогу Титаније у представи Шекспира  'Сан летње ноћи' и затим главну улогу у филму Робин Худ и његови весели људи. Браћа Мадур, много старији од ње, уписани су на колеџ у Делхију.
Као присталица захтева Махатме Гандија за независност Индије од британске владавине, Мадур је свакодневно проводила неко време правећи кади (одећу од памука) и достављајући их у централни сабирни центар у Делхију.
Године 1947. Мадур је из прве руке доживео ефекте поделе Индије. У школи су се њени другови разделили на два дела о питању поделе; муслиманске девојке подржале су ту идеју, док су Хиндуси били против. Дана 15. августа гледала је Џавархала и Маунтбатена како силате низ Раџпат и како се народ полако дели. Масивна вишесмерна миграција која је започела скоро одмах након тога изазвала је нереде и убиства у Делхију. Чланови њене породице чували су своју кућу пушкама које су претходно користили само за лов на дивљач. У школи су сви муслимани остали без посла. Године 1948., неколико дана пре него што је Ганди убијен, присуствовала је једном од његових молитвених састанака у кући Бирла и певала је бајане. Чула је вест о његовом убиству на радију, а потом те вечери уследило је обраћање Нехруа, "светлост је нестала из наших живота, а свуда је мрак." Видела је Гандину погребну поворку код Раџпата и сведочила његовом кремирању у Раџгату.
Код куће је Мадурина породица јела првенствено храну коју су припремале слуге, али су је надзирале жене из породице. Повремено су се препуштали муглајској кухињи купљеној у старим квартовима Делхија. Избеглице из Пенџаба који су се настанили у Делхију након поделе донели су свој стил кувања. Моти Махал, увео је пилетину тандоори, а затим је изумео пилетину са маслацем и дал махани. Мадур је једноставност и свежину те хране сматрала врло примамљивом и рутински је узимала тандури храну из Моти Махала за породичне излете.
У школи је предмет домаћинства укључивао учење спремање јела попут бланманжа, чији је благи укус натерао Мадур да се испише са часова кувања због припрема "британске неваљане хране из око 1930. године". Међутим, у току практичног испитивања од њеног се разреда тражило да направи јело од различитих врста кромпира, парадајза, лука, белог лука, ђумбира и индијских зачина у лонцу преко дрва. Мадур је дала све од себе, али претпоставила је да уопште није прошла предмет домаћинства.
Мадур и њени рођаци редовно би одговарали на позиве са оближње станице Ал Индија Радио због рада у радио-представама или дечјим емисијама. Како су јој плаћали малу накнаду за сваку сесију, Мадур је ово сматрала својим првим професионалним радом.
У међувремену, Мадурин отац преселио се у месту Даурала као генерални директор фабрике шећера, фабрике чији су власници породични пријатељи. Мадур је, заједно са својом браћом, њеном млађом сестром Вином и мајком остати у Делхију како би избегла ометање школовања деце.  У том периоду, старије сестре Мадур биле су у интернату. У писмима која су размењивали са сестром и рођацима у Делхију обраћали су се једни другима својим иницијалима. Та се традиција временом зацементирала тако да је Мадур постала М за свој круг блиских пријатеља и породице. Мадурин отац се на крају вратио из Даурале и придружио се да ради у текстилној фабрици у власништву породице Шри Рам.

## Делхи (1950–1955)
Од 1950. до 1953. Мадур је похађала Миранда Хаус, женски колеџ, где је стекла диплому из енглеског језика са филозофијом.
Учествовала је у женским продукцијама Хамлета. Појавила се у "Комедији грешака" у изведби колеџа Светог Стефана.
Године 1951. Мадур се придружила позоришту Јунити, трупи која се бави енглеским језиком, основао је Саид Џафри у Њу Делхију. Она је била на аудицији за улогу краљичиног читатеља у представи Жан Кокто-а "Орао има две главе" само четири дана пре отварања, али је играла улогу. Следећа представа коју је урадила са Саидом била је од Кристофера Фраја  A Phoenix Too Frequent.
Након дипломирања 1953, Мадур се придружила радију Ал Индија, где је Саид био спикер. Ноћу је радила као диск џокеј. Саид и Мадур заљубили су се и излазили у Гејлорду, ресторану у Њу Делхију.
Током овог периода, Мадур је такође упознала Рут Правер Џабвалу, британску списатељицу која се преселила у Делхи, после брака са индијским архитектом, 1951. године. Мадур се одазвала позиву Рут и радила с њом на представама Ал Индија Радио. Протагонисти првог романа Рут, су засновани на Мадур и Саиду. Роман је објављен следеће године у Америци као Амрита (1956).
Мадур је одлучила да се бави глумачком професијом. Освојила је грант британске владе коју је могла да искористи за плаћање образовања на Краљевској академији драмске уметности (РАДА).

## Лондон  (1955–1957)
Мадур се придружила Краљевској академији драмске уметности (РАДА) с њеним савременицима као што су Дајана Риг и Гленда Џексон. После аудиције, освојила је стипендију РАДА. То је допуњавало њен ранији грант и стипендију. Изабрала је мање глумачке улоге на телевизији и радију BBC. Отац би јој периодично слао малу количину новца и њен укупни приход показао се довољним да живи скромно у Лондону. Унајмила је собе од најмање два различита поседника, пре него што се сместила у у Бренту са младом јеврејском породицом, Голдсе, која јој је дозволила да користи њихову кухињу и прибор за кување сопствене хране. Њена газдарица Бланш Голд била је отприлике њених година. Бланш је имала једно дете и била је трудна.
Мадур је британску храну и индијске ресторане тога времена сматрала веома страшним. Сива печена говедина и прекувани купус са воденим кромпиром послуженим у кантини РАДА на петом спрату били су неприхватљиви. Писала је мајци молећи је за рецепте домаћих јела из детињства. Њена мајка је одговарала с рецептима који су на хиндском језику написани на папиру од коже а писма су послата ваздушном поштом. Прво писмо написано је 19. марта 1956. године и обухватало је рецепте за месо зачињено циметом, кардамомом и ловором, јелом од карфиола и кари са тврдо куваним јајима. Први рецепт који је пробала да направи било је јира алу (кромпир с кумином).
Крајем 1955. Саид Џафри добио је Фулбрајтову стипендију да би наредне године студирао драму у Америци. У пролеће 1956. године он се обратио Мадуриним родитељима у Делхију како би јој пружио брак, али они су то одбили јер су осећали да му финансијски изгледи за глумца не изгледају добро. Мадур је добила дозволу свог оца да се на крају уда за Саида. У лето 1956. Саид је летео у Лондон на путу у Америку и запросио Мадур. Она је одбила, али му је омогућила обилазак РАДА. Убрзо након тога, Саид се укрцао на брод како би пловио преко Атлантског океана од Саутемптона до Њујорка.
Мадур је 1957. дипломирала. Не знајући да ли ће остати у Лондону, придружити се репертоарској трупи или се вратити у Индију, написала је Саиду писмо описујући своју дилему. Саид је управо дипломирао на одсеку за говор и драму Католичког универзитета у Америци и изабран је да игра у летњим акцијама у , Вермонту. Видећи Саида узнемиреног њеним писмом, велечасни Гилберт В. Хартке, шеф одељења на Католичком универзитету, приредио је Мадур да предаје пантомиму у школи Светог Михајла тог лета. Отац Хартке је такође договорио да Мадур иде на Католички универзитет за делимичну стипендију и ради у библиотеци Драмске школе како би подмирила своје животне трошкове. Након што је добила своју америчку радну визу, она је отишла за Вермонт.

## Њујорк (1958–1969)
У септембру 1957. Мадур је боравила у Вашингтону, са Саидом, који се вратио тамо да би пробао сезону 1957–58 са професионалном турнејском фирмом која је изводила класичне представе широм Америке. На пола пута, се вратио у Вашингтон из Мајамија како би се оженио Мадур на скромној цивилној церемонији. Следећег дана отпутовали су у Њујорк, где је Мадур добила посао туристичког водича Уједињених нација, док је Саид за односе са јавношћу радио за туристичку канцеларију владе Индије. Између 1959. и 1963. године Мадур и Саид добили су три кћери, Миру, Зиа и Сакину.
У септембру 1958. Исмаил Мерчант стигао је из Бомбаја да би похађао Стерн пословну школу Универзитета у Њујорку. Мерчант је чуо за Саида из његових позоришних дана у Делхију. Сам је хтео да продуцира представе и снима филмове. Саид је тада глумио главну улогу у студију Лија Страсберга у трагедији шпанске драматичарке Федерико Гарсије Лорка. Мерчант је пришао Саиду са предлогом да се постави Бродвејска продукција представе Mṛcchakatika у којој игра. Саид га је одвео кући на вечеру, где је упознао Мадур са њим која је била тада трудна са њиховим првим дететом.
Следеће године Џејмс Ајвори, тадашњи филмски продуцент у настајању из Калифорније, пришао је Саиду како би пружио увид за свој кратки филм о индијској екранизацији, Мач и флаута (1959).  Саид је и њега упознао са Мадуром. Када се екранизација приказивала у Њујорку 1961. године, Саид је охрабрио Мерчанта да присуствује пројекцији, где се први пут срео са Ајворијем. Након тога редовно су се састајали на Саидовим вечерама и учврстили свој однос у доживотном партнерству, личном и професионалном плану. Саид је планирао да се врати у Индију да оснује путујућу трупу и путује са њом. Они су често разговарали о овој идеји са Ајворијем и почели су писати сценарио за представе.
Џафрисови су убрзо проширили свој друштвени круг и на остале чланове индијске заједнице у Њујорку који су се бавили уметношћу. Они су редовно приређивали велике вечере које је спремао Мадур која је био одлучна да савлада све да прави од јела, укључујући биријани и пилав.
Године 1962. Мадур и Саид појавили су се у раду продукцији Ролфа Форсберга  A Tenth of an Inch Makes The Difference. Њихов перформанс драмски критичар Њујорк Тајмса Милтон Естеров описао је као "осетљиву глуму" која је чинила "најсјајнијим делом вечери". Плата за такве улоге је углавном износила 10 УСД / сат.
До 1965. су се растали јер је Саид признао да имао љубавну аферу са играчицом из своје трупе. Мадур је средила да њихова деца живе са родитељима и сестром у Делхију, док је Мадур отишла у Мексико на формални поступак развода. Развод је окончан 1966. године.
Мадур је посетила Индију због снимања филма Господин Шекспир (1965). Након завршетка снимања филма Мадур је живела у Индији са својом децом све док Исмаил Мерчант није одлучио да треба да буде на Међународном филмском фестивалу у Берлину, јер је тамо ушао у филм у конкуренцији. У Берлину је Мадур освојила Сребрног медведа за награду за најбољу глумицу. Санфорд Ален, виолиниста, којег је упознала док је била водич у Линколн Центру за сценске уметности у Њујорку, послао јој је гомилу ружа кад је победила. Мадур се вратила у Њујорк када је филм приказиван на филмском фестивалу у Њујорку. Мадур и Санфорд Ален поново су се срели и одлучили озбиљно наставити везу.
Године 1966. Исмаил Мерчант, у потрази за додатној реклами за филм, одлучио је култивисати критичара хране Тајмса Крега Клејборна. Убедио је Крега да Мадур постави глумицу која такође може да кува. Кад се он сложио, Мадур је изнајмила пријатељичин стан у којем ће се састати јер је сматрала да то не може учинити у једнособном стану у Једанаестој улици који је делила с Аленом. Преуредила је намештај у позајмљеном стану и направила пуњене зелене паприке, ћуфте у павлаци и салату од јогурта и краставца.
- Пуњене паприке
- Ћуфте у павлаци
- Салата од јогурта и краставца

Године 1967. Мадур је отпутовала у Индију како би присуствовао премијери Господин Шекспир  у Делхију коју је водио британски високи комесар за Индију, Џон Фриман и његова супруга Катрин. На премијери је упознала Марлона Бранда, глумца којем се она дубоко дивила. Брандо је био у Индији како би прикупио новац за УНИЦЕФ, а премијера филма послужила је и као могућност за прикупљање средстава. Касније те године, Мадур је снимала сцене за следећи филм Ајворија и Мерчанта, Гуру (1969). Мадур се са својим ћеркама вратила из Индије. Породица се заједно са Санфорд Аленом уселила у стан на 14. спрату у задрузи у селу Гринвич на Менхетну. Да би боље обезбедила своју децу, постала је списатељица часописа о храни и путописима, покривајући различите теме попут слика, музике, плеса, драме, скулптуре и архитектуре.
Године 1969. Мадур се удала за Санфорд Алена, који је у то време био виолиниста Њујоршке филхармоније.

## Филмови
Када су Мерчант и Ајвори отишли у Индију да направе филм „Домаћинство“ (1963). Комбинујући првобитну идеју Џафрија са стварним животом Shakespeareana, Мерчант и Ајвори осмислили су свој следећи филм. Рут Правер Џабвала била је наговорена да напише улогу филмске звезде за Мадур. Саид је одустао од пројекта јер се њихов брак у том тренутку распао.
Кад је Мадур отпутовала у Индију на снимање филма Мерчанта и Ајворија, први су снимци били у Касаулију. Вожња је проузроковала мучнину и повраћање, што је довело екипу у очај да би тако млака и болесна особа могла икада глумити гламурозну филмску звезду.
Наставила је да глуми у филмовима попут Гуруа (1969), Аутобиографије принцезе (1976), Врућина и прашина (1983), у режији Ајворија и Савршено убиство (1988). Глумила је главну улогу у њиховом филму Памучна Марија (1999) и режирала га с Мерчантом.
Мадур се појавила у филмовима: Six Degrees of Separation  (1993), Vanya on 42nd Street (1994) и  Prime (2005). Глумила је као гостујућа глумица у серијама Ред и закон: Одељење за специјалне жртве и Ред и закон: Злочиначке намере. Године 1985. била је у филму Саагар где је играла улогу баке Риши Капур. У периоду 1992–94 појавила се са Били Вајтлав у британској телевизијској серији Firm Friends. Године 1999. појавила се са ћерком Сакином у филму Chutney Popcorn. У филму Cosmopolitan (2003) на ПБС-у глумила је традиционалну хиндуистичку супругу која изненада напушта свог супруга. Такође је глумила у филму из 1985. године The Assam Garden. Године 2009.појавила се с Асифом Мандвијем у Today's Special, адаптираном из Мандвијеве представе о кувару који је присиљен да води тандури ресторан свог оца у Квинсу. Године 2012. глумила је докторку у филму A Late Quartet где је лечила лика са Паркинсоновом болешћу. Појавила се као старија верзија индијског супер-хероинског лика Целзијуса, у епизоди 2019. године.

## Кулинарство
Мадур је ауторка кувара индијске, азијске и светске вегетаријанске кухиње. Многи су постали бестселери; неки су освојили награде Фондације Џејмс Бирд. На телевизији је имала куварске серије, укључујући Индијску кухињу Мадур Џафри 1982. године, Далекоисточну кухињу Мадура Јаффреија 1989. године и Мадмур Џафријеви укуси Индије 1995. године. Живи на Менхетну и има дом у источном Њујорку. Као резултат успеха својих куварских књига и телевизора, она је развила линију соса за кување за масовну продају.
Иронично је да она није кувала као дете које је одрастало у Делхију. Скоро никада није била у кухињи и скоро није успела да кува у школи.  Тек након што је са 19 година отишла у Лондон да студира на РАДА, научила је кувати, користећи рецепте познатих јела која јој је мајка пренела у препискама. Њена уредница Џудит Џоунс у својим је мемоарима тврдила да је она била идеална списатељица куварица управо због тога што је као одрасла особа научила кувати храну из детињства и првенствено из писаних упутстава.
Након што се 1966. године у Тајмсу појавио чланак о њој и њеном кувању, од независног уредника је добила уговор о књизи да напише књигу о индијском кувању. Мадур је почела са састављањем свих рецепата које је научила преко преписке с мајком и прилагодила се америчкој кухињи. Због периода брзе консолидације у америчкој издавачкој индустрији, књига је отишла издавачу Harcourt Brace Jovanovich, али ни тамо није била посвећена пажња. Мадур је књигу однела свом пријатељу Веду Мети, који ју је заузврат споменуо издавачу Андреу Шифрину. Он је књигу пренео уредници Џудит Џоунс, која је заговарала куварску књигу у време када је ниједан други издавач не би дотакао. Џудит одмах је прешла на књигу, само је молила Мадур да дода предлоге и меније за људе који нису упознати са индијским кувањем. Године 1973. објављена је књига Позив на индијско кување, Мадурин први кувар. Током 1970-их предавала је о индијској кухиње, како у школи за кување "Џејмс А. Бирд", тако и у свом стану на Менхетну. BBC ју је ангажовао да представи емисију о индијском кувању. Године 1986. на Менхетну се отворио ресторан Дават користећи рецепте које је она пружила у својим куварима.
Друштвени историчар Паникос Панаји описао ју је доајером индијских писаца о кувању, али је напоменуо да је њихов и њен утицај остао ограничен на индијску кухињу. Панаји је прокоментарисао да упркос њеном опису „већине индијских ресторана у Британији као„ другоразредних објеката који су успели да поткопају своју регионалну јединственост “, већина њених јела се такође„ не појављују на трпезаријским столовима у Индији “.

## Породица
Мадур има три ћерке из брака са Саидом: Зиа, Мира и Сакина. Аутобиографија Саидаа Saeed: An Actor's Journey (1998) описује њихов однос у првим годинама његовог живота.
Зиа Џафри је ванредна доценткиња креативног писања у Новој школи у Њујорку.  Писала је за новине попут Тајмса и Вашингтон Поста. Њени радови су се такође појавили у часописима попут The Nation, Воуг и Ел. Она је ауторка књиге Невидљиви: Прича о Евнусима из Индије (1996) која истражује заједницу хијра, са којом се први пут сусрела на породичном венчању у Делхију 1984. Године 2013. објавила је књигу о епидемији АИДС-а у Јужној Африци, „Нови апартхејд“.
Мира Џафри дипломирала је на колеџу Оберлин у Охају, где је дипломирала на кинеским студијама. Предаје у одсеку за музику у Њу Џерзију. Године 2005. отпутовала је у Кину на снимање документарног филма „Фина киша: политика и народне песме у Кини“ који Кину истражује кроз своје народне песме.  Мира је удата за Крег Бомбардијера, а њих двоје имају сина.
Сакина Џафри је своју љубав према кинеској култури покупила је од своје старије сестре Мире. Дипломирала је на колеџу Васар у Њујорку, смер кинеске студије, и живела у Тајвану у њеним двадесетим годинама. Она је глумица, најпознатија по улози Линде Васкез у америчкој телевизијској серији Кућа од карата. Живи у Њујорку, са супругом Францисом Вилкинсоном, новинаром као и са ћерком и сином.

### Кувари
- An Invitation to Indian Cooking (1973) (James Beard Foundation Awards Cookbook Hall of Fame winner) –  978-0-224-01152-5
- Madhur Jaffrey's World of the East Vegetarian Cooking (1981) (James Beard Foundation Awards winner) –  978-0-394-40271-0
- Madhur Jaffrey's Indian Cooking (1973) –  978-0-8120-6548-0
- Eastern Vegetarian Cooking (1983) –  978-0-09-977720-5
- A Taste of India (1988) –  978-1-86205-098-3
- Madhur Jaffrey's Cookbook: Easy East/West Menus for Family and Friends (1989) —  978-0-330-30635-5
- Indian Cooking (1989) —  978-0-600-56363-1
- A Taste of the Far East (1993) (James Beard Foundation Awards Cookbook of the Year winner) —  978-0-517-59548-0
- Madhur Jaffrey's Spice Kitchen (1993) —  978-0-517-59698-2
- Madhur Jaffrey's Indian Recipes (1994) —  978-1-85793-397-0
- Entertaining With Madhur Jaffrey (1994) —  978-1-85793-369-7
- Madhur Jaffrey's Flavors Of India: Classics and New Discoveries (1995) —  978-0-517-70012-9
- Cookbook Food for Family and Friends (1995) —  978-1-85813-154-2
- Madhur Jaffrey's Quick & Easy Indian Cooking (1996) —  978-0-8118-5901-1
- The Madhur Jaffrey Cookbook: Over 650 Indian, Vegetarian and Eastern Recipes (1996) —  978-1-85501-268-4
- Madhur Jaffrey's Illustrated Indian Cookery (1996) —  978-0-563-38303-1
- Madhur Jaffrey Cooks Curries (1996) —  978-0-563-38794-7
- Madhur Jaffrey's Complete Vegetarian Cookbook (1998) —  978-0-09-186364-7
- Madhur Jaffrey's World Vegetarian (1999) (James Beard Foundation Awards winner) —  978-0-517-59632-6
- The Essential Madhur Jaffrey (1999) —  978-0-09-187174-1
- Madhur Jaffrey's Step-by-Step Cooking (2001) (James Beard Foundation Awards winner) —  978-0-06-621402-3
- Foolproof Indian Cooking: Step by Step to Everyone's Favorite Indian Recipes (2002) —  978-1-55366-258-7
- Madhur Jaffrey Indian Cooking (2003) —  978-0-09-188408-6
- From Curries to Kebabs: Recipes from the Indian Spice Trail (2003) (James Beard Foundation Awards winner) —  978-0-609-60704-6
- Madhur Jaffrey's Ultimate Curry Bible (2003) —  978-0-09-187415-5
- Simple Indian Cookery (2005) —  978-0-563-52183-9
- At Home with Madhur Jaffrey: Simple Delectable Dishes from India, Pakistan,  Bangladesh, and Sri Lanka (2010) —   978-0-307-26824-2
- Curry Easy (2010) —  978-0-09-192314-3
- My Kitchen Table: 100 Essential Curries (2011) —  978-0-09-194052-2
- Vegetarian India (2015) —  978-1101874868
- Madhur Jaffrey's Instantly Indian Cookbook: Modern and Classic Recipes for the Instant Pot® (2019) —  978-0-525-65579-4

### Дечје књиге
- Seasons of Splendour: Tales, Myths, and Legends of India (Pavilion, 1985) —  978-0-340377260
- Market Days: From Market to Market Around the World (1995) —  978-0-8167-3504-4
- Robi Dobi: The Marvelous Adventures of an Indian Elephant (1997) —  978-0-8037-2193-7

### Мемоари
- Climbing the Mango Trees: A Memoir of a Childhood in India (2006) —  978-1-4000-4295-1